# Torosaurus
A Torosaurus (jelentése 'lyukas (nyakfodrú) gyík') a ceratopsida dinoszauruszok egyik neme, mely a valaha élt egyik legnagyobb koponyájú szárazföldi állat volt. A koponyája 2,77 méter, a teste a fejétől a farkáig valószínűleg 8–9 méter hosszú lehetett, míg a tömege becslés alapján elérhette a 4–6 tonnát.
A dinoszauruszok egyedfejlődésével (növekedésével és egész életen át tartó fejlődésével) kapcsolatos újabb keletű vizsgálatok alapján a Torosaurus nem egy saját nembe tartozik, hanem a Triceratops felnőtt formája (lásd lentebb).

## Felfedezések és fajok

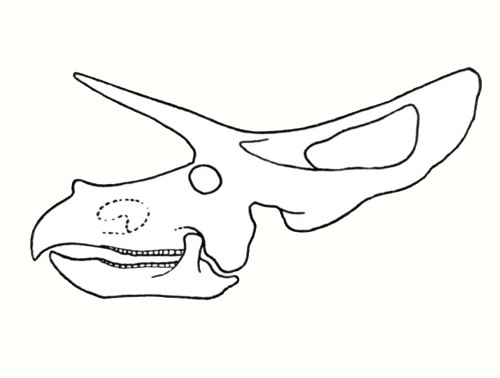
A Torosaurus koponyájának vázlata 1915-ből.

1891-ben, két évvel a Triceratops felfedezését követően John Bell Hatcher két koponyát talált Wyoming állam délkeleti részén. Othniel Charles Marsh még abban az évben tudományos leírást készített a leletekről és létrehozta a Torosaurus nemet a számukra. Később hasonló példányok kerültek elő Wyoming, Montana, Dél-Dakota, Észak-Dakota, Utah és Saskatchewan területéről is. Találtak néhány töredékes maradványt a texasi Big Bendben és az új-mexikói San Juan Basinben, melyek feltehetően szintén ehhez a nemhez tartoznak. Az őslénykutatók azt tapasztalták, hogy a Torosaurus ritkán fordul elő a fosszilis rekordban; a Triceratops jóval gyakrabban található meg.
Habár a Torosaurust gyakran „bikagyíknak” fordítják a spanyol toro szó alapján, a név valójában az ógörög toreo ('átlyukasztott') és szaürosz ('gyík') szavak összetételéből származik. A név jelentése körüli zavar nagyrészt annak következménye, hogy Marsh a cikkeiben sosem fűzött magyarázatot az általa választott nevekhez. A meghosszabbodott nyakfodron levő lyukakra történő utalást hagyományosan az állat Triceratopstól való megkülönböztetésére használták fel.
Azonosított Torosaurus fajok:
- T. latus Marsh, 1891 (típusfaj)
- T. utahensis Lawson, 1976

Egy további név téves azonosításnak bizonyult:
- T. gladius Marsh, 1891 (=T. latus)

(Megjegyzendő: A T. utahensist, eredetileg Charles W. Gilmore írta le 1946-ban, Arrhinoceratops utahensis néven. Robert M. Sullivan és szerzőtársai 2005-ben végzett felülvizsgálata után a faj a Torosaurus utahensis nevet kapta. A T. utahensis a T. latusnál kissé korábbról származik.)

## Osztályozás és vita

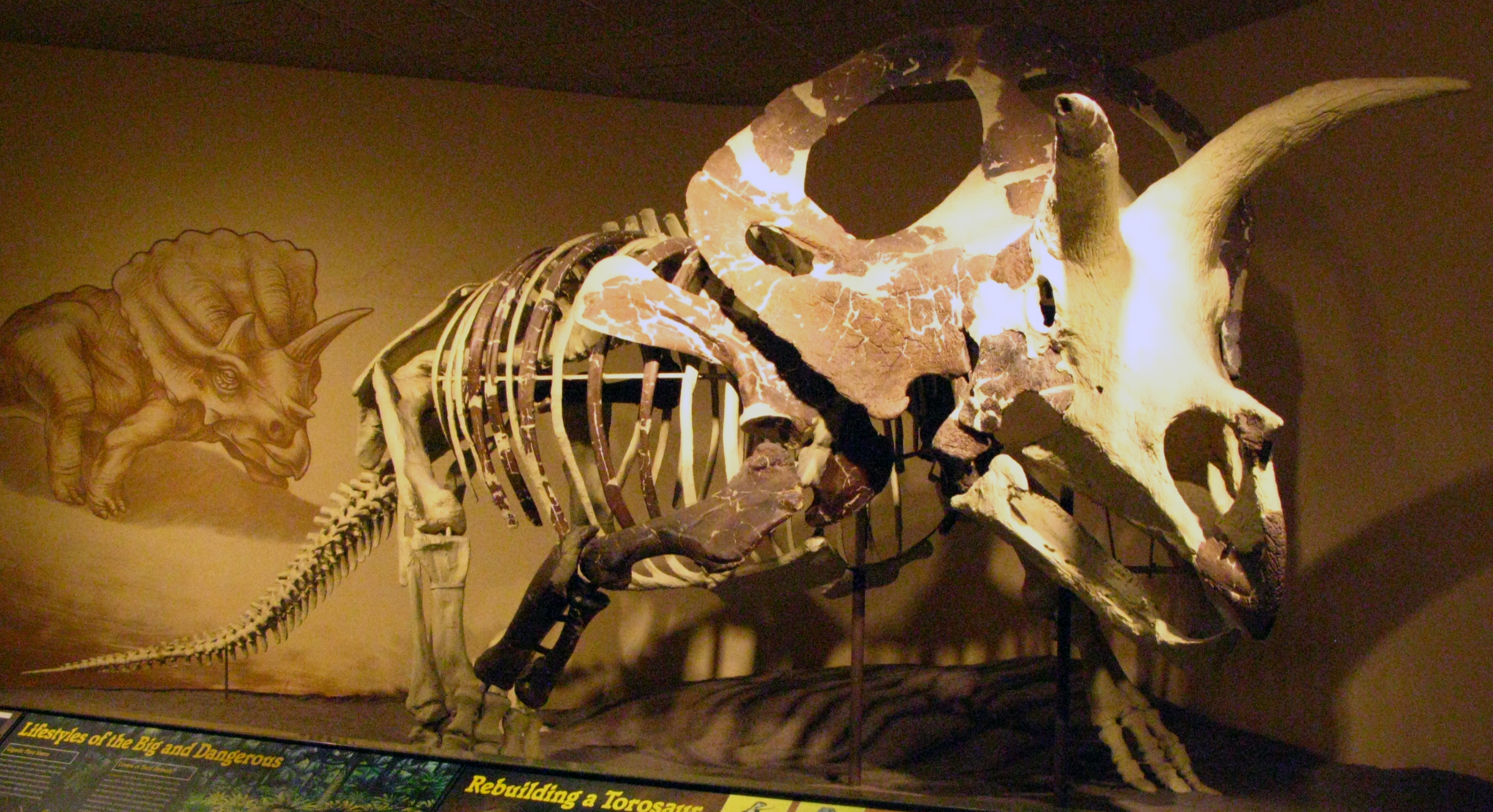
A Torosaurus felállított csontváza Milwaukee-ban

A Torosaurust hagyományosan a Ceratopsia ('szarv-arcú') alrendágon belül elhelyezkedő Ceratopsidae család Ceratopsinae alcsaládjába sorolják be, ami a mai Észak-Amerika és Ázsia területén, a jura és kréta időszakokban élt papagájszerű csőrrel rendelkező növényevők csoportja.
A Javelina-formáció csontmedréből, a Big Bend Nemzeti Park területéről származó fiatal, Torosaurus cf. utahensis néven leírt példányok egy olyan felnőtt közelében helyezkedtek el, amely a Torosaurus jellegzetességeként ismert  falcsonttal rendelkezett.
Egy újabb keletű tanulmány alapján a Torosaurus legközelebbi rokona a Triceratops. A montanai Hell Creek-formációban a dinoszauruszok egyedfejlődését (növekedését és egész életen át tartó fejlődését) tanulmányozó őslénykutatók bizonyítékot találtak arra, hogy a két állat valójában egyetlen nemhez tartozik.
John Scannella a Gerinces Őslénytani Társaság (Society for Vertebrate Paleontology) ülésének alkalmából (2009. szeptember 25-én) megjelent cikkében a Torosaurust a Triceratops különösen fejlett, és feltehetően egyetlen ivarhoz tartozó egyedeként sorolta be. Jack Horner, aki Scannella mentora a Montanai Egyetemen (University of Montana), megjegyezte, hogy a ceratopsia koponyák metaplasztikus csontot tartalmaztak. A metaplasztikus csont az idő múlásával képes meghosszabbodva (kiterjedve) vagy megrövidülve (felszívódva) új alakokat felvenni.  A Triceratopshoz besorolt koponyáknál jelentős változások figyelhetők meg, Horner szerint „míg a fiataloknál a szarv hátrafelé irányul, addig a felnőtteknél előrefelé”. A majdnem kifejlett Triceratops példányok koponyáinak körülbelül 50%-a esetében két vékony terület fedezhető fel a nyakfodor azon részein, ahol a Torosaurus koponyákon a lyukak találhatók, ami arra utal, hogy a nyílások a felnőtt Triceratopsoknál a hosszabbra növő nyakfodor tömegének csökkentése érdekében alakultak ki.

## Ősbiológia

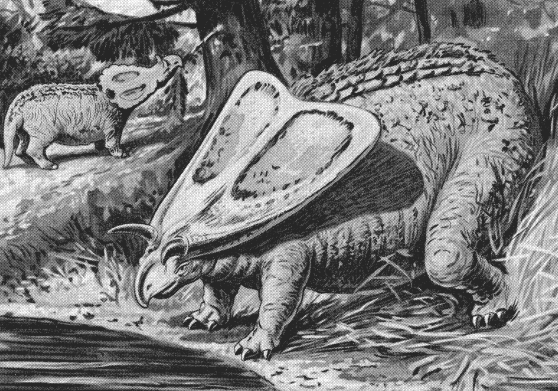
A Torosaurus elavult rekonstrukciója

A Torosaurus és a Triceratops, a többi ceratopsiához hasonlóan növényevő volt. A kréta időszak során a virágos növények elterjedése földrajzilag korlátozott volt a szárazföldön, így valószínű, hogy ezek az állatok az időszak uralkodó növényeit, a harasztokat, a cikászokat és a tűlevelűeket fogyasztották, éles csőrükkel lecsípve a leveleket vagy a fenyőtűket.

## Popkulturális hatás
- Torosaurus látható a BBC Dinoszauruszok, a Föld urai című dokumentumfilm-sorozatának hatodik részében.
- A Torosaurus szerepel a Jurassic Park: Operation Genesis című videójátékban.
- A My Chemical Romance zenekar egyik gitárosának Ray Toro-nak „Torosaurus” a beceneve.

## Fordítás
- Ez a szócikk részben vagy egészben a Torosaurus című angol Wikipédia-szócikk ezen változatának fordításán alapul.  Az eredeti cikk szerkesztőit annak laptörténete sorolja fel. Ez a jelzés csupán a megfogalmazás eredetét és a szerzői jogokat jelzi, nem szolgál a cikkben szereplő információk forrásmegjelöléseként.